# 110. вечити дерби у фудбалу
110. вечити дерби у фудбалу је фудбалска утакмица одиграна у Београду 8. априла 1998. године, између Црвене звезде и Партизана. Утакмица се завршила резултатом 4 : 0 (2 : 0) за Црвену звезду.